# Thomas Pogge
Thomas Winfried Menko Pogge (Hamburgo, 1953) es un filósofo alemán. Actualmente es director del Global Justice Program y Leitner Professor de Filosofía y Relaciones Internacionales en la Universidad de Yale. Es director de investigación del Centre for the Study of the Mind in Nature de la Universidad de Oslo, Professorial Research Fellow en el Centre for Applied Philosophy and Public Ethics de la Universidad Charles Sturt, y profesor de Filosofía Política del Centre for Professional Ethics de la Universidad de Central Lancashire. Asimismo, Pogge es editor de filosofía social y política de la Stanford Encyclopedia of Philosophy y miembro de la Academia Noruega de Ciencias y Letras.

## Biografía
Pogge estudió sociología en Hamburgo y recibió su diploma en 1977, con una tesis sobre Peirce y Habermas. En 1983 se doctoró en la Universidad de Harvard bajo la dirección de John Rawls. Entre 1983 y 2006 fue profesor asociado de Filosofía en la Universidad de Columbia, de Nueva York. En 2006, se incorporó al Departamento de Ciencia Política de la Universidad de Columbia. En 2008 pasó a la Universidad de Yale.
También ha sido profesor de la Universidad de Oslo y de la Universidad Nacional Australiana en Canberra, y desde 2007, es director de investigación del Centro para el Estudio de la Mente (Centre for the Study of the Mind in Nature) de la Universidad de Oslo. Pogge se especializó en filosofía política; ha trabajado sobre la obra de John Rawls, sobre Kant y el concepto de 'cosmopolitismo' y, más recientemente, sobre temas concernientes a la pobreza mundial y la justicia global. Su libro World Poverty and Human Rights, traducido al español como La pobreza en el mundo y los derechos humanos, es considerado habitualmente como el más significativo en los aspectos filosóficos de esta temática.

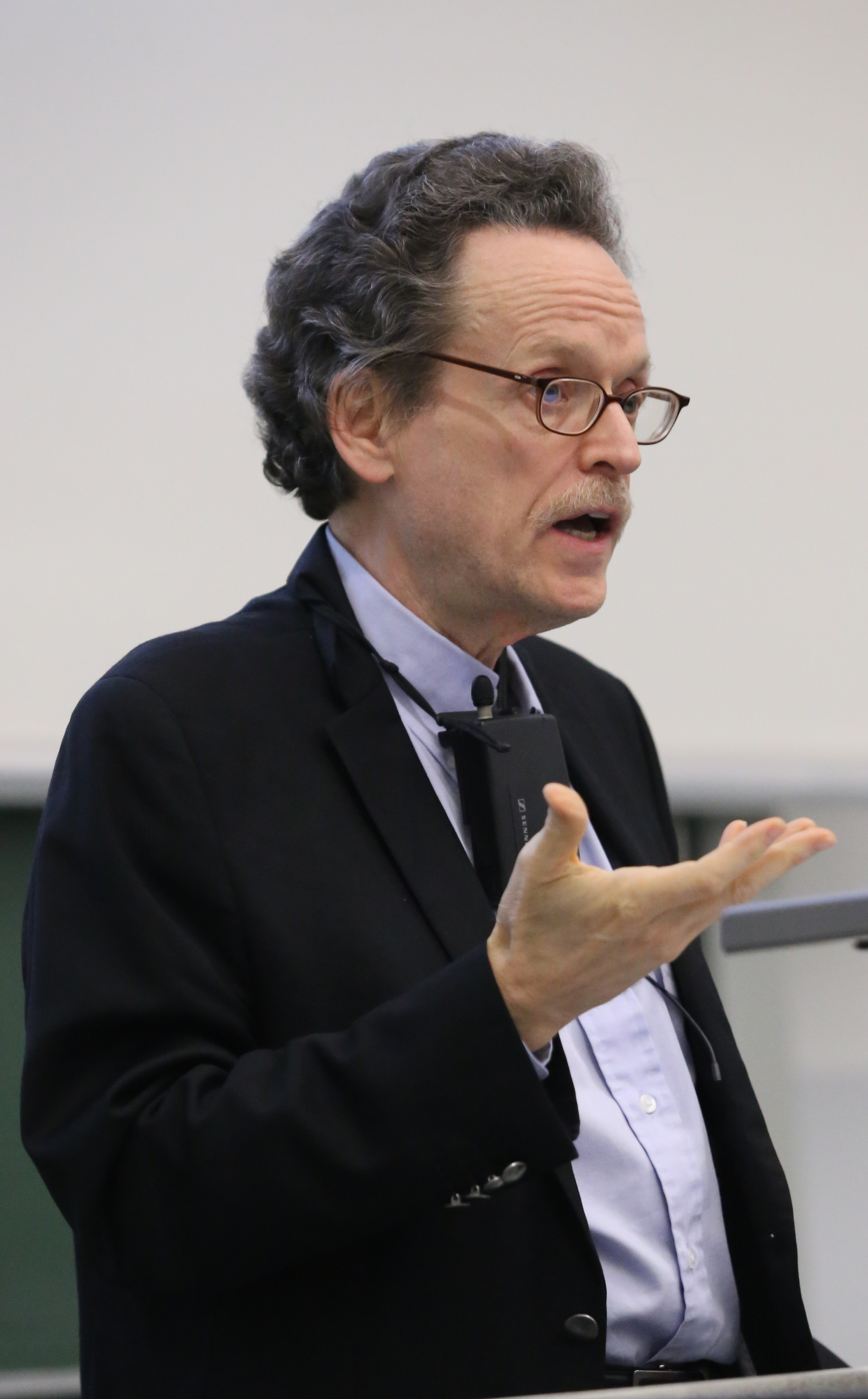
Thomas Pogge en una conferencia en Múnich sobre el tema Teóricos contra la pobreza (2014)

Pogge es desde 2009 miembro de Giving What We Can, una organización centrada en el altruismo eficaz cuyos miembros se comprometen a donar al menos el 10% de sus ingresos a organizaciones benéficas efectivas.

## Obra
La originalidad de la contribución de Pogge se encuentra en su insistencia en el papel de los deberes negativos de los más ricos para con los más pobres del mundo, y no en sus deberes positivos. Pogge afirma que los individuos más ricos tienen un deber imperioso de justicia que los obliga a actuar para erradicar la pobreza, y esto básicamente porque han violado sus deberes negativos, tales como el de no imponerles un orden institucional mundial injusto. Pogge ha llegado a criticar a Rawls, considerando que su teoría sobre el derecho de gentes no responde a criterios equitativos. Actualmente trabaja con el economista Aidan Hollis en un proyecto sobre la salud y el derecho a los medicamentos que promueva un sistema de pago de los medicamentos en función del impacto que tengan sobre la salud global.

### La pobreza en el mundo y los derechos humanos(2002, 2008)
En esta obra fundamental, Pogge desarrolla una crítica acerba del sistema de relaciones económicas internacionales entre países ricos y pobres, en relación con la llamada justicia global. Una de las tesis fundamentales que recoge es que los pueblos de las democracias liberales occidentales ricas (como los europeos occidentales) perjudican directamente a los pobres del mundo (como los de África subsahariana). En particular, y sin negar que mucha culpa debe dirigirse a los cleptócratas nacionales, Pogge nos insta a reconocer las formas en que las instituciones internacionales facilitan y exacerban la corrupción perpetuada a través de instituciones nacionales. Pogge es especialmente crítico con los "préstamos privilegiados", que permiten a los líderes políticos ilegítimos vender los recursos naturales nacionales a cambio de dinero prestado en nombre de su país y de su pueblo.
En el análisis de Pogge, estas prácticas tienen un papel causal decisivo en la perpetuación de la pobreza absoluta. Lo que es más, Pogge sostiene que estos privilegios no son en modo alguno accidentales, sino que persisten y persistirán en el tiempo porque son de gran interés para las naciones ricas. Esta captación de recursos "privilegiada" ayuda a garantizar un suministro fiable de materias primas para los países ricos, y el endeudamiento subsiguiente en los países del Tercer Mundo de esta forma parasitados permite a las instituciones financieras de los Estados ricos emitir a su vez préstamos muy lucrativos. Puede parecer que este tipo de préstamos son buenos para el desarrollo de los países pobres, pero Pogge sostiene que, en la práctica, por lo general funcionan justamente al contrario: las élites locales practican la opresión y la corrupción aprovechándose de los préstamos extranjeros y su ayuda militar, lo que les permite permanecer en el poder, incluso sin apoyo popular. Lógicamente, las desigualdades internacionales extremas imperantes y la atención a los intereses de los gobiernos y las empresas extranjeras son, para estos gobiernos títeres del capital, mucho más lucrativas que la atención de las necesidades de sus compatriotas empobrecidos.
Por lo tanto, sin negar que los líderes locales a menudo son culpables de los crímenes más atroces, el análisis de Pogge de las instituciones internacionales muestra cómo éstas no hacen nada por los países más desfavorecidos del mundo, que están siendo activamente y sin razón perjudicados por un sistema de acuerdos políticos y económicos globales que no tienen otra razón de ser que el beneficio de las sociedades occidentales ricas.
Si Pogge está en lo cierto, el típico ciudadano estadounidense contemporáneo no es menos culpable, desde el punto de vista moral, que aquellos blancos respetuosos de la ley que poseían esclavos antes de la Guerra de Secesión Americana, defendiendo a capa y espada la esclavitud y beneficiándose de los productos baratos que esta institución terriblemente injusta les proporcionaba. Lo que es más, si Pogge tiene razón sobre la necesidad de centrarse en las instituciones perniciosas y no exclusivamente en nuestras interacciones individuales, entonces es difícil no sentir una gran impotencia. Después de todo, incluso si usted y yo y algunos más como nosotros nos esforzamos a diario, ¿qué posibilidades tenemos de mejorar el paisaje geopolítico existente? Es importante tener en cuenta, sin embargo, que el enfoque institucional de Pogge no es tan exigente como podría pensarse. No nos obliga a disociarnos de todas las instituciones que dañan a otros; Pogge propone que el ciudadano se comprometa a través de un esfuerzo razonable en la reforma institucional, como hizo por ejemplo Oskar Schindler en la Alemania nazi. Si entonces la oposición al régimen era apenas imaginable, hoy estas iniciativas son más fáciles de emprender desde dentro de los países más prósperos.

### ¿Estamos violando los derechos humanos de los pobres del mundo?(2013)
Según Ángel Puyol, autor del prólogo a la edición en español, en esta obra su autor trata de superar el enfoque tradicional para volver más exigentes las obligaciones morales de los ricos globales hacia los pobres globales, y lo hace desde un punto de vista inusual, desde el liberalismo, dado que Pogge está convencido de que «el liberalismo contiene muchas más obligaciones hacia los pobres de las que aparentemente se cree [...] de modo que los liberales, que son quienes mayoritariamente gobiernan el mundo, tras darse cuenta de las verdaderas implicaciones éticas del liberalismo, ya no tendrán excusas para no erradicar la pobreza mundial».
Fragmento de la obra: 

Se incumple un derecho humano particular de una persona particular cuando esta persona carece de un acceso seguro al objeto de este derecho humano. Este objeto es todo aquello que sea un derecho a: por ejemplo, libertad de movimiento, igual participación política, educación básica o libertad de no ser agredido. Con respecto a los derechos humanos de los pobres del mundo, el derecho humano más relevante es el ya citado en la primera parte: el derecho a un acceso seguro a un nivel de vida adecuado. Pero este no es el único. Aquellos que carecen de un acceso seguro a un nivel de vida adecuado  generalmente también carecen de un acceso seguro a otros objetos. Por ejemplo, muchas personas se ven forzadas, a causa de su pobreza, a contraer relaciones laborales en las que quedan sujetas a serios abusos por parte de supervisores de fábrica o empleadores domésticos. Muchas mujeres están expuestas a agresiones y violaciones porque no se pueden permitir divorciarse de su marido, no disponen de una vivienda segura, o deben traer agua desde lugares lejanos. Otras son vendidas a redes de prostitución por sus propios familiares o son presa de traficantes que las secuestran o las engañan con la promesa de un salario digno en el extranjero. Muchas personas son vulnerables a la humillación, desposesión o dominación personal porque carecen de medios para defender sus derechos jurídicos.

Ángel Puyol critica sin embargo a Pogge en un aspecto: «Si fundamentamos [únicamente] el deber del ciudadano en el principio de responsabilidad perdemos de vista el vínculo moral más profundo que nos une a los demás. No solo debo dejar de dañar a los demás porque dañarlos está mal (como insiste Pogge), sino porque aquellos a los que daño son mis semejantes, y siguen siéndolo y merecen ser ayudados por ese motivo, aunque no les dañe ni les haya dañado nunca ni nunca lo vaya a hacer. A diferencia del principio liberal de responsabilidad, el principio de igualdad nos recuerda constantemente que las víctimas de la injusticia son nuestros iguales, y aquí reside la principal fuerza categórica del cosmopolitismo».
Pogge concluye su ensayo:

Tenemos el deber de no colaborar en diseñar o imponer instituciones sociales que de forma previsible causen un déficit de derechos humanos que sea razonablemente evitable a través de mejores instituciones, a menos que compensemos plenamente nuestra parte del déficit evitable de derechos humanos. […] Así como uno está activamente perjudicando a la gente cuando acepta un empleo de socorrista y luego no hace bien su trabajo, también nosotros estamos activamente perjudicando a la gente cuando tenemos la autoridad para diseñar e implementar instituciones sociales y no damos una forma adecuada a estas instituciones para que se realicen los derechos humanos bajo ellas en la medida en que sea razonablemente posible. […] violamos los derechos humanos de miles de millones de personas pobres, colaborando en la imposición de un esquema institucional supranacional que de forma previsible produce enormes y razonablemente evitables déficits de derechos humanos. […] Cada uno de nosotros debe hacer lo suficiente para proteger a los pobres del mundo de manera que tengamos la seguridad de que estamos compensando por completo la propia parte del déficit de derechos humanos que causamos en conjunto.

### Publicaciones más relevantes
- ¿Estamos violando los derechos humanos de los pobres del mundo? (Editorial Proteus, 2013)
- Politics as Usual: What Lies behind the Pro-Poor Rhetoric (Cambridge: Polity Press, 2010).
- Kant, Rawls and Global Justice (Shanghai Translation Press, 2010)
- Hacer justicia a la humanidad (FCE, 2009)
- La pobreza en el mundo y los derechos humanos (Paidós, 2005)
- John Rawls (Münich: C. H. Beck Verlag, 1994)
- Realizing Rawls (Ithaca: Cornell University Press, 1989)